# أحمد بن عبد الجواد الصفطي
أحمد بن عبد الجواد الصفطي وشهرته الشيخ أحمد الصائم (ت. 1236 هـ)، فقيه شافعي مصري. تولى مشيخة الأزهر خلفا لحسن القويسني. توفي سنة 1236 هـ ودفن بقرافة المجاورين.

## حياته
ولد في قرية صفط العرفاء من نواحي الفشن محافظة بني سويف، حفظ القرآن الكريم في سن مبكر، انتقل بعدها إلى القاهرة ليلتحق بالجامع الأزهر، كان من أساتذته في تلك الفترة: الشيخ عبد الله الشرقاوي (1737- 1812) والشيخ محمد الشنواني (1740 – 1817)، والشيخ محمد بن محمد السنباوي (1742- 1817) والشيخ الدمهوجي (1760- 1831).